# Eleccions legislatives daneses de 1984
Les eleccions legislatives daneses de 1984 se celebraren l'1 d'octubre de 1984. El partit més votat foren els socialdemòcrates, però formaren un govern de coalició del Partit Popular Conservador amb Venstre, dirigit per Poul Schlüter.
| Partit                           | Líder                  | Vots           | %              | Escons         | +/-            |                |
| -------------------------------- | ---------------------- | -------------- | -------------- | -------------- | -------------- | -------------- |
| Socialdemokratiet                | Anker Jørgensen        | 1,062,561      | 31.6           | 56             | -3             |                |
| Det Konservative Folkeparti      | Poul Schlüter          | 788,224        | 23.4           | 42             | +16            |                |
| Venstre                          | Henning Christophersen | 405,737        | 12.1           | 22             | +2             |                |
| Socialistisk Folkeparti          | Gert Petersen          | 387,122        | 11.5           | 21             | -              |                |
| Det Radikale Venstre             | Niels Helveg Petersen  | 184,642        | 5.5            | 10             | +1             |                |
| Centrum-Demokraterne             | Erhard Jakobsen        | 154,553        | 4.6            | 8              | -7             |                |
| Fremskridtspartiet               | Mogens Glistrup        | 120,461        | 3.6            | 6              | -10            |                |
| Kristeligt Folkeparti            | Christian Christensen  | 91,623         | 2.7            | 5              | +1             |                |
| Venstresocialisterne (Y)         |                        | 89,356         | 2.7            | 5              | -              |                |
| Danmarks Retsforbund (E)         |                        | 50,381         | 1.5            | 0              | -              |                |
| Danmarks Kommunistiske Parti (K) |                        | 23,085         | 0.7            | 0              | -              |                |
| Socialistisk Arbejderparti (I)   |                        | 2,151          | 0.1            | 0              | 0              |                |
| Marxistisk-Leninistisk Parti (L) |                        | 978            | 0              | 0              | 0              |                |
| Participació                     | Participació           | 88,4%          | 88,4%          | 88,4%          | 88,4%          | 88,4%          |
| Font                             | Font                   | Folketinget.dk | Folketinget.dk | Folketinget.dk | Folketinget.dk | Folketinget.dk |